# Eugène Van Mierlo
Eugène Van Mierlo, né à Turnhout le 11 avril 1880 et décédé à Schaerbeek en 1972, est un peintre post-impressionniste belge, proche des courants luministe et fauviste,.

## Biographie
Eugenius Victor Josephus Van Mierlo, de son nom de baptême, est le fils de Joanna Klerx et de Thomas Franciscus Van Mierlo, tous deux originaires de Turnhout en région anversoise. Son père déjà exerçait le métier d'artiste-peintre.
Eugène Van Mierlo se présente à trois reprises au concours préparatoire pour le Prix de Rome, en 1904, 1907 et 1910. En 1907, il participa à l’«Exposition Générale des Beaux-Arts» de Bruxelles. En 1917, il exposa avec le cercle artistique bruxellois Le Lierre (fondé en 1902, membre e.a.: Marten Melsen) à la galerie Aeolian (nl) à Bruxelles.
D'abord établi à Schaerbeek (283, chaussée de Haecht), il s'installe à Watermael-Boitsfort en 1926, puis, successivement, près de l'église de Saint-Josse et place Van Meenen à Saint-Gilles.

## Son œuvre
Eugène Van Mierlo est surtout connu pour ses paysages de campagne, vues de fermes, natures mortes et intérieurs et vues d'églises.
- Coin d'atelier - 1907 - Schaerbeek[4]
- Léopold I, le roi à cheval - (vers 1910) - Palais de Justice de Bruxelles
- Verger au printemps - 1912
- Canal à Venise - 1912 (Période fauve) - Venise
- Le ravin - 1918
- Chemin en bord d'étang - 1919
- Jardin en fleur - 1920
- Allée de platanes - 1925
- Vue de village ensoleillé - 1926
- Villa en Méditerranée -1927
- La tour romane - (vers 1960)
- Église Saints-Pierre-et-Paul - (avant 1960) - Neder-Over-Heembeek
- Jeune fille avec singe - Ministère de la Culture, Admisitration des Beaux-Arts (Bruxelles)
- Château des trois-fontaines - Forêt de Soignes (Auderghem)

- Fichier:−

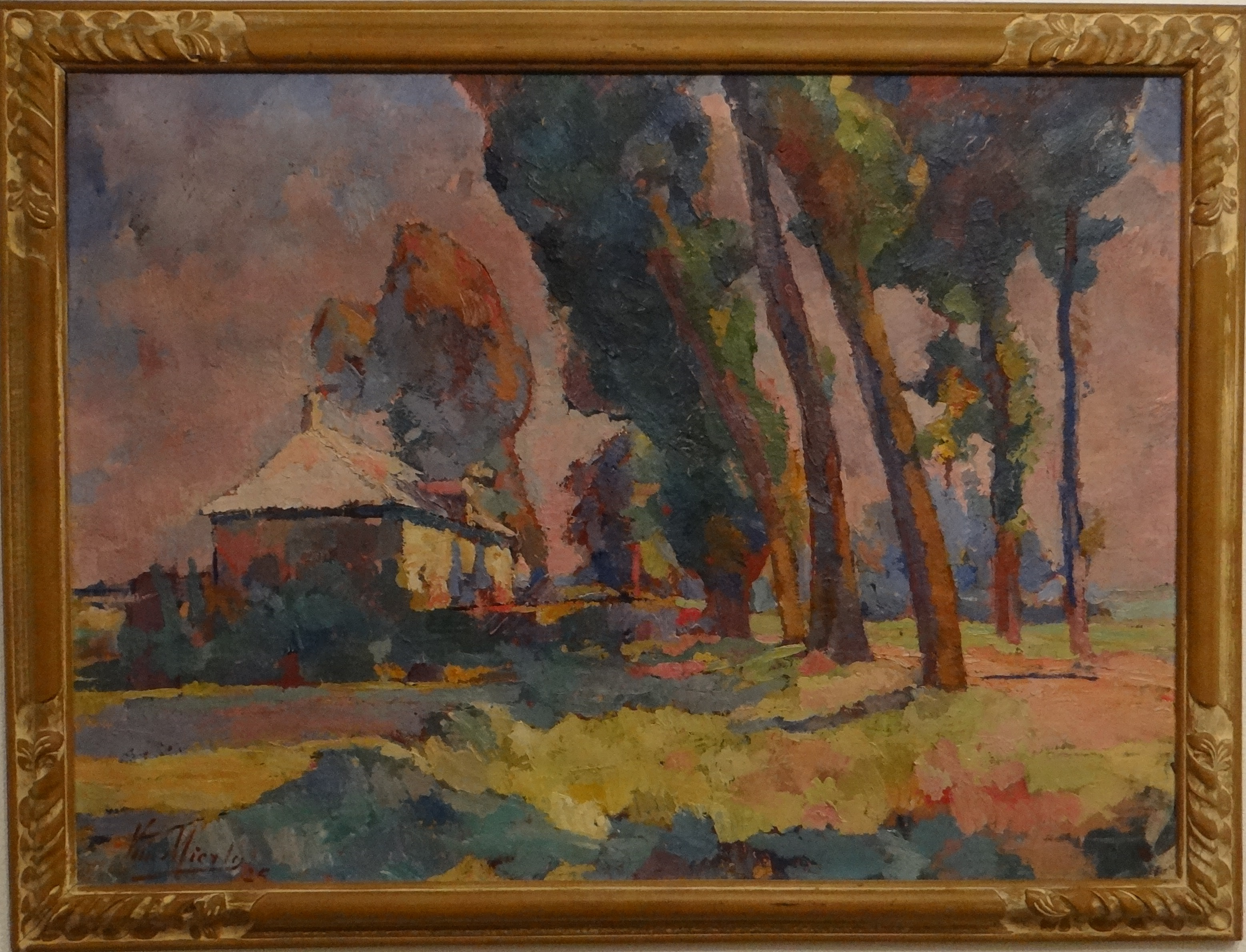
Allée de platanes - 1925 - huile sur toile (73x52 cm), collection privée
- Fichier:−
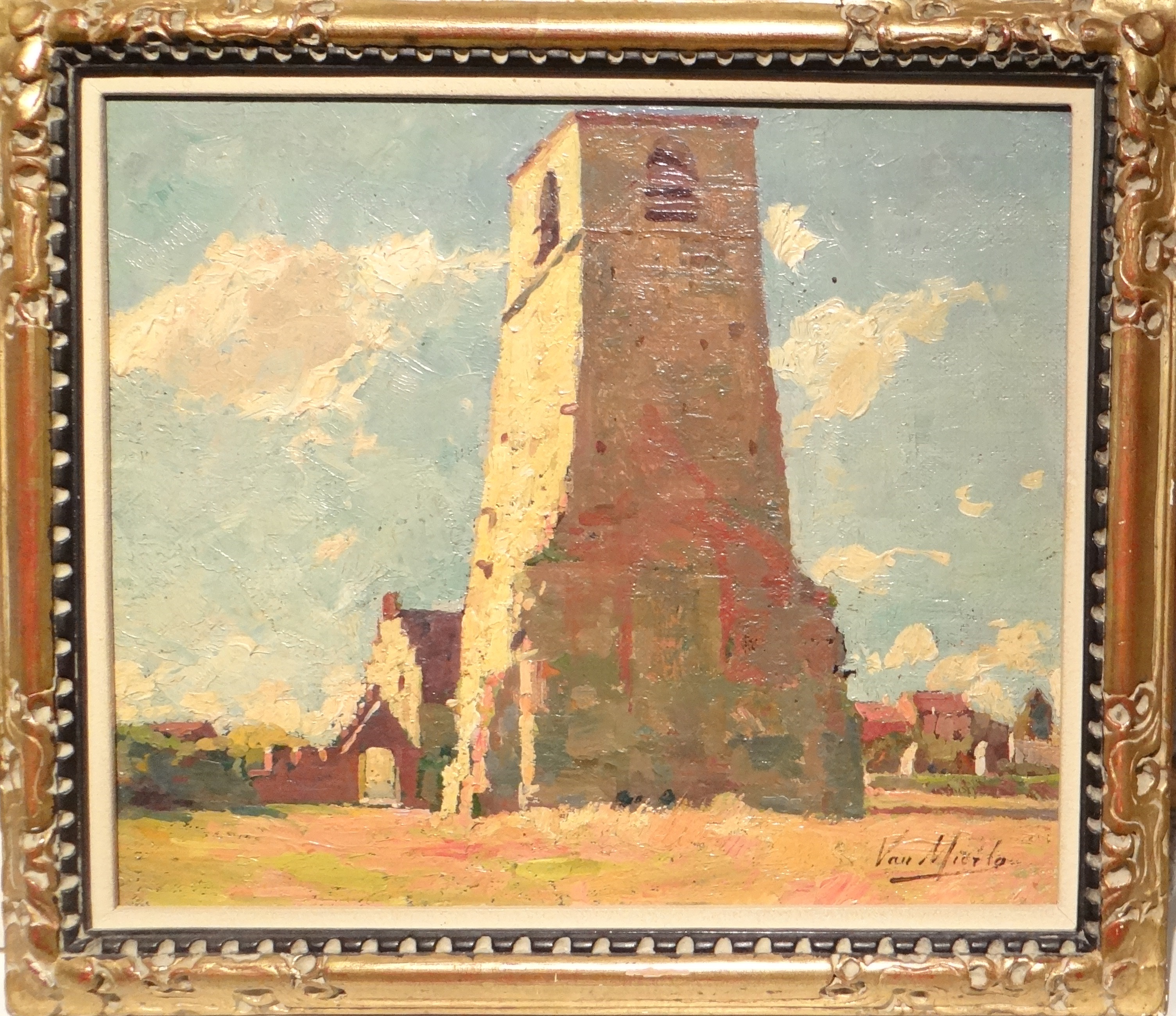
Tour romane de Neder-Heembeek (vers 1960), - huile sur panneau (26x20 cm), collection privée
- Fichier:−

## Réception
Pour la presse de son temps, Van Mierlo est : « un luministe. La symphonie de soleil et de fraîcheur est une vraie fête dans ses «Printemps» et «Pommier». Ses «Immortelles» sont peintes sur toile dans des contrastes prononcés de couleurs chaudes: cela peut blesser l’œil ou l’emplir de lumière».